# Alangalang
Alangalang is een gemeente in de Filipijnse provincie Leyte op het eiland Leyte. Bij de laatste census in 2007 had de gemeente ruim 43 duizend inwoners.

## Geografie

### Bestuurlijke indeling
Alangalang is onderverdeeld in de volgende 54 barangays:
| - Aslum - Astorga - Bato - Binongto-an - Binotong - Blumentritt - Bobonon - Borseth - Buenavista - Bugho - Buri - Cabadsan - Calaasan - Cambahanon | - Cambolao - Canvertudes - Capiz - Cavite - Cogon - Dapdap - Divisoria - Ekiran - Hinapolan - Holy Child I - Holy Child II - Hubang - Hupit - Langit | - Lingayon - Lourdes - Lukay - Magsaysay - Milagrosa - Mudboron - P. Barrantes - Pepita - Peñalosa - Salvacion - Salvacion Poblacion - San Antonio - San Antonio Pob. | - San Diego - San Francisco East - San Francisco West - San Isidro - San Pedro - San Roque - San Vicente - Santiago - Santo Niño - Santol - Tabangohay - Tombo - Veteranos |

## Demografie
Alangalang had bij de census van 2007 een inwoneraantal van 43.494 mensen. Dit zijn 2.249 mensen (5,5%) meer dan bij de vorige census van 2000. De gemiddelde jaarlijkse groei komt daarmee uit op 0,74%, hetgeen lager is dan het landelijk jaarlijks gemiddelde over deze periode (2,04%). Vergeleken met de census van 1995 is het aantal mensen met 4.641 (11,9%) toegenomen.

De bevolkingsdichtheid van Alangalang was ten tijde van de laatste census, met 43.494 inwoners op 150,54 km², 288,9 mensen per km².